# Lyon 2. kerülete
Lyon 2. kerülete a Rhône és a Saône folyó közötti keskeny földnyelven helyezkedik el. Északról a rue Neuve választja el az 1. kerülettől.

## Története
A 2. kerület kiépülése a Saône parti római erődítmények megépültével kezdődött, ám csak az 5. században vált számottevővé. Ekkor épült meg az Apostolok temploma (a mai Saint-Nizier templom helyén) is.
A középkorban a korábban csak a Saint-Jean városrészre jellemző kereskedelmi tevékenység az egész kerületre jellemző lett. Az időszak végén Lyon a környék gazdasági és politikai központja lett, a félsziget pedig otthont adott az iskoláknak, illetve a nyomdaiparnak.
A 16. században a városrész déli fele helyet adott egy kaszárnyának, a nagyobb építkezések azonban csak a 17. században kezdődtek. Egy nagyméretű kórház (Hôpital de la Charité) is ekkor létesült a városrészben. Antoine-Michel Perrache tervei alapján 1777-ben a félsziget déli, mocsaras vidékén álló d'Ainay erődöt lerombolták, és a Rhône-nal párhuzamos gátrendszer is elkészült. Komolyabb építkezések azonban csak 1826 és 1852 között zajlottak a területen, ahol egy új ipari zóna jött létre, amelyet az ekkor készült vasút el is vágott a lakónegyedektől. A 19. század második felében alakult ki a környék gazdasági központi jellege, amikor ide települt a tőzsde és a kereskedelmi kamara.
A 20. században már csak kisebb változások történtek a kerület életében. A megszűnt kórház helyén nagyrészt köztér létesült, illetve kialakult a Rue de la République és a Bellecour környékének komoly bevásárlóforgalma. A kerület sokat vesztett gazdasági jelentőségéből, amikor a 20. század második felében több intézmény a 3. kerületi Part-Dieu városrészbe költözött.

## Nevezetességek
- Hôtel-Dieu
- Saint-Nizier templom
- Saint-Martin d'Ainay apátság
- Szövetmúzeum

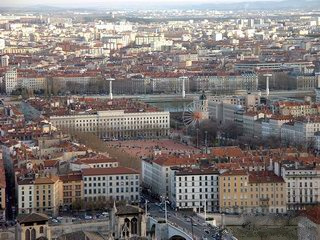
A Place Bellecour a Fourvière-ről nézve

- Lyon Történeti Múzeum, Nemzetközi Marionette Múzeum
- Nyomdamúzeum
- Théâtre des Célestins
- Place Bellecour
- Place des Jacobins
- Place Carnot és Perrache pályaudvar
- Szentháromság-kápolna
- Szent Bonaventúra-templom
- Tőzsdepalota
- Auguste-Comte negyed
- A Saône és a Rhône rakpartja
- A Saône és a Rhône torkolata
- Rue Mercière és Rue des Marronniers
- Rue de la République